# Fisiologia

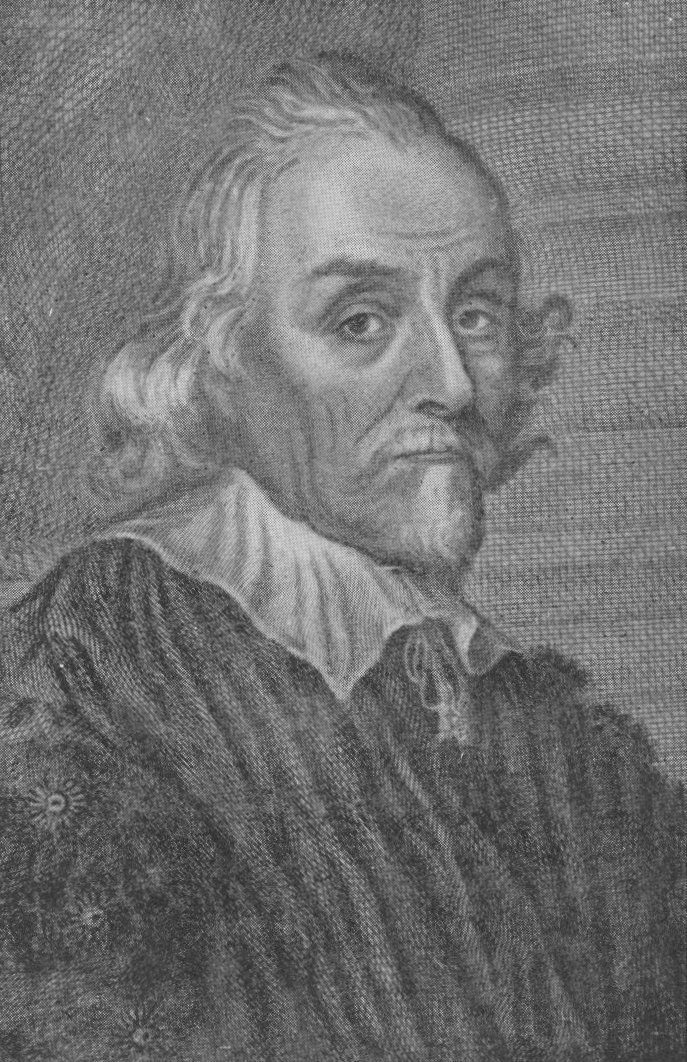
William Harvey

A fisiologia (do grego physis = natureza, função ou funcionamento; e logos = palavra ou estudo) é o ramo da biologia que estuda as múltiplas funções moleculares, mecânicas  e físicas nos seres vivos. Em síntese, a fisiologia estuda o funcionamento do organismo. É dividida em  fisiologia animal, fisiologia vegetal,  fisiologia de fungos, fisiologia de bactérias/arqueas e fisiologia de protozoarios.
O campo de estudos da fisiologia animal estende os métodos e ferramentas de estudo da fisiologia humana para espécies não-humanas. Também a fisiologia vegetal emprega técnicas de ambos os campos citados anteriormente. Seu escopo e temas são tão diversos quanto a diversidade da vida que existe no planeta. Por isso, pesquisas em fisiologia animal tendem a concentrar-se no entendimento de como as funções fisiológicas mudaram ao longo da história evolutiva dos animais.
Outros campos de estudo importantes fazem fronteira com a fisiologia e, historicamente, não estavam dissociados, incluindo a bioquímica, biofísica, biologia molecular, biomecânica e farmacologia. De fato, a compreensão das funções depende em grande parte de técnicas desenvolvidas nessas outras áreas.

## História
O anatomista britânico William Harvey descreveu a circulação sanguínea no século XVII, iniciando a fisiologia experimental.
A fisiologia moderna nasceu no século XVI e a primeira contribuição se deve a Miguel Servet (1511 - 1553) que estudou a circulação pulmonar. Até esse momento, a ciência fisiológica estava apoiada nas concepções puramente teóricas do médico grego Galeno: admitia-se, por exemplo, uma comunicação entre os dois ventrículos do coração por meio de invisíveis canais. Servet, juntamente com Vesálio, insurgiu-se contra essa concepção, e demonstrou que não há mistura de sangue entre os dois ventrículos.

## Campos da Fisiologia
A fisiologia tem várias subdivisões independentes:
1. A eletrofisiologia ocupa-se dos fluxos de elétrons no funcionamento dos nervos e músculos e do desenvolvimento de instrumentos para a sua medida;
2. A neurofisiologia estuda a fisiologia do sistema nervoso;
3. A fisiologia celular ou biologia celular trata do funcionamento das células individuais;
4. A ecofisiologia tenta compreender como os aspectos fisiológicos afetam a ecologia dos seres vivos e vice-versa;
5. A fisiologia evolutiva estuda como as características fisiológicas se modificam ao longo da evolução das espécies e populações;
6. A fisiologia do exercício estuda os efeitos do exercício físico no organismo, em especial no homem.

São estudados pela fisiologia:
- Respiração
- Circulação
- Reprodução
- Regulação hormonal
- Digestão
- Metabolismo
- Coagulação sanguínea
- Imunidade
- Equilíbrio hidro-eletrolítico
- Regulação da temperatura